# Weet-Bix

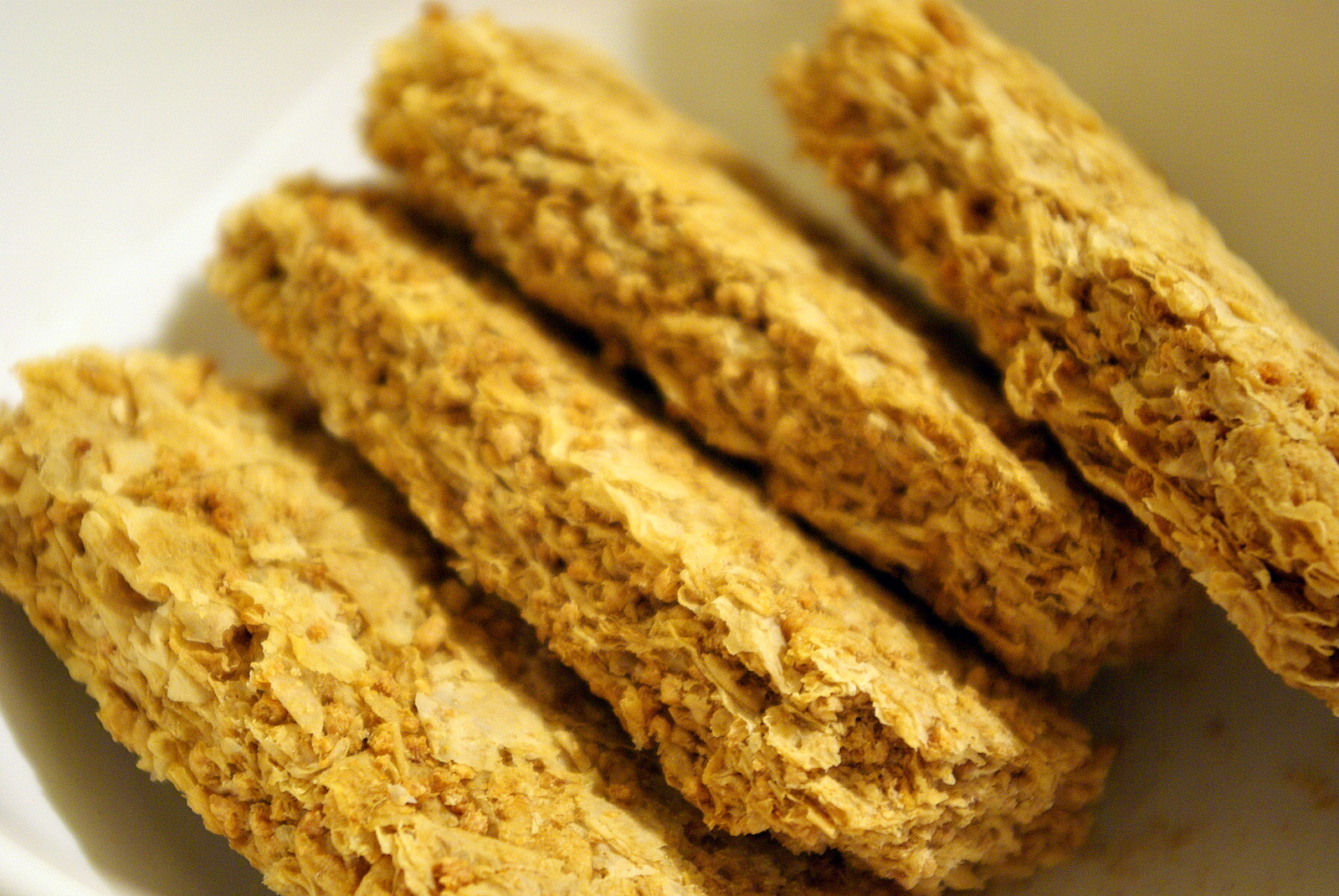
Weet-Bix in een kom

Weet-Bix is een ontbijtproduct van de Sanitarium Health Food Company. Het wordt in Australië geproduceerd in Sydney, Brisbane en Perth, en daarnaast in het Nieuw-Zeelandse Auckland.
Behalve in Australië en Nieuw-Zeeland wordt het graanontbijt ook verkocht in Papoea-Nieuw-Guinea, Fiji, Nieuw-Caledonië, Indonesië, Singapore, Maleisië en Frans-Polynesië.